# جلمه (عفرین)
جلمه (به عربی: جلمة) یک منطقهٔ مسکونی در سوریه است که در استان حلب واقع شده‌است.